# Jimmy Lyons

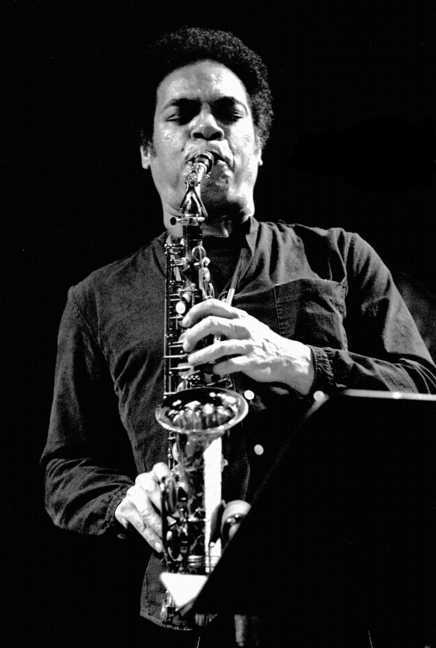
Jimmy Lyons (1978)

Jimmy Lyons (* 1. Dezember 1933 in Jersey City, New Jersey; † 19. Mai 1986 in New York City, New York) war ein US-amerikanischer Jazzmusiker (Saxophon, Flöte).

## Leben und Wirken
Lyons zog 1941 nach New York City, wo er bei seinem Großvater lebte. Mit 15 begann er Altsaxophon zu spielen; er erhielt ein Instrument von Buster Bailey und war Schüler von Rudy Rutherford. In der Nachbarschaft konnte er Bud Powell, Elmo Hope und Thelonious Monk bei Privataufführungen erleben. Nach längerer Zeit bei der US-Army als Infanterist in Korea und in Army-Bands besuchte er die New York University und begann aufzutreten, arbeitete jedoch lange Zeit tagsüber bei der Post. Seinen Durchbruch als professioneller Musiker brachte die Zusammenarbeit mit Cecil Taylor ab 1961, an dessen Alben Live at Café Montmartre (1962 mit Sunny Murray) und Unit Structures (1966, u. a. mit Andrew Cyrille) er mitwirkte. 1969 arbeitete er mit Eddie Gale und veröffentlichte sein erstes eigenes Album, dem ab Ende der 1970er Jahre weitere folgten.
Daneben unterrichtete er 1970 bis 1971 Musik beim Narcotic Addiction Control, einem Drogenprogramm der Stadt New York, war bis 1973 mit Taylor und Cyrille artist in residence am Antioch College, wo er seine Frau, die Fagottistin Karen Borca, kennenlernte, und leitete 1975 das Black Music Ensemble am Bennington College. Er wurde Teil der Loftjazz-Bewegung (Wildflowers, 1976), leitete eigene Gruppen, u. a. mit dem Schlagzeuger  Paul Murphy, spielte aber weiterhin mit Taylor. Im Bereich des Jazz war er laut Tom Lord zwischen 1961 und 1985 an 59 Aufnahmesessions beteiligt. 1986 starb er an Lungenkrebs.
Lyons ist nicht zu verwechseln mit dem Radio-DJ James L. Lyons (1916–1994), der 1958 mit Ralph J. Gleason Gründer des Monterey Jazz Festivals war.

## Diskographie
- Other Afternoons mit Lester Bowie, Andrew Cyrille, Alan Silva, 1969
- Riffs mit Karen Borca, Jay Oliver, Paul Murphy, 1980
- Jump Up mit John Lindberg, Sunny Murray, 1980
- Something in Return mit Andrew Cyrille, 1981
- Burnt Offering [live] mit Andrew Cyrille, 1982
- Wee Sneezawee mit Karen Borca, Raphe Malik, Paul Murphy, William Parker, 1983
- Give It Up mit Karen Borca, Paul Murphy, Jay Oliver, Enrico Rava, 1985
- Live from Studio Rivbea (Rivbea Live! Series, Volume 3), 2025